# AXN Crime
Az AXN Crime a Sony Pictures Entertainment 2006. május 1-én indult, főként krimisorozatokat sugárzó televíziós csatornája, amely eredetileg Magyarország, Lengyelország, Románia és Bulgária területén volt elérhető. 2007. október 1-jén indult el Csehországban és Szlovákiában. A műsorsugárzás általában délelőtt 11-től másnap hajnali 3 óráig (16 órában) tartott, a fennmaradó időben ajánlók futottak.
2013. október 1-től az AXN Crime helyett az AXN White lett elérhető, amelyet 2017. október 3-ától a Sony Max váltott, a csatornát végül 2022. március 24-én Viasat 2-re neveztek át.
Magyarországon a csatorna hangja Bakonyi Gábor volt. Ezen kívül néhány műsorajánlót Jakab Csaba hangján hallhattunk.

## Története

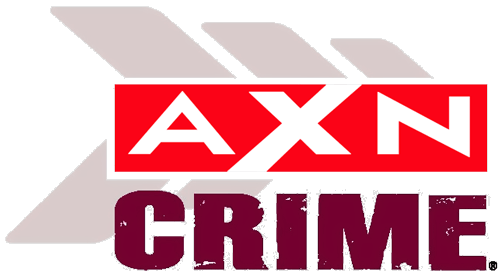
Korábbi logó

Az AXN Crime javarészt krimisorozatokat (többek közt: Columbo, Sherlock Holmes naplója, Gyilkos sorok, Taggart felügyelő és Don Matteo) adott, de drámák (A férfiak a szőkéket szeretik, A simlis és a szende) is láthatóak voltak a képernyőn. Azonban akciósorozatok (V.I.P. – Több, mint testőr, Rush – A hajsza) is bemutatkoztak.

## Műsorkínálat
- A cég
- A férfiak a szőkéket szeretik
- A gyilkos nők
- A körzet
- A polip
- A simlis és a szende
- Az ügynökség
- Az ügyosztály
- Alias
- Balfék körzet
- Blue Heelers: Kisvárosi zsaruk
- Botines
- Charlie angyalai
- Cleaner – A független
- Columbo
- Cosby nyomozó rejtélyei
- Don Matteo
- Dowling atya nyomoz
- Duval és Moretti
- Egy gyilkos ügy
- Éden múzeum
- FlashForward – A jövő emlékei
- Gyilkos sorok
- Halálbiztos diagnózis
- Halott ügyek
- Hatalom hálójában
- Homicide
- Internátus
- Largo
- Maffia doktor
- Minden lében két kanál
- Miss Mallard nyomoz
- Mujeres Asesinas
- NCIS
- Országutak őrangyala
- Petrocelli
- Rex felügyelő
- Rush – A hajsza
- Sherlock Holmes
- Sherlock Holmes – Az aranyifjú
- Sherlock Holmes emlékiratai
- Sherlock Holmes naplója
- Starsky és Hutch
- Szentek kórháza
- Taggart felügyelő
- T.J. Hooker
- Vak igazság
- Váltságdíj
- Vészhívás
- V.I.P. – Több, mint testőr
- Visszaszámlálás
- Vízizsaruk
- 4 összeesküvő és egy temetés